# John Mealing

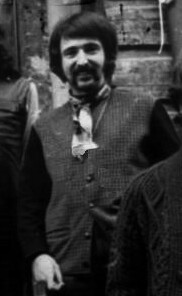
Mealing in 1970

John Mealing (Yeovil, 5 april 1942) is een Brits pianist en bespeler van soortgelijke toetsinstrumenten.
Zijn naam duikt voor het eerst op als hij de toetsen gaat bespelen in de jazzrockband If. Als If een zachte dood sterft, wordt hij ingeschakeld door Dave Cousins om John Hawken te vervangen in Strawbs. Zonder ooit definitief lid van de band te worden, speelt hij mee van 1975, album Nomadness, tot 1978, album Deadlines.
Tijdens zijn verblijf in Strawbs en daarna wordt hij door een aantal artiesten en bands ingeschakeld als toetsenist of arrangeur. Hij werkt bij/met Tim Hardin, Mick Ronson, Leo Sayer, Klaus Doldinger met Passport, Decameron, The Walker Brothers, Blow Monkeys, Status Quo en The Style Council.
- Library of Congress Control Number: n2005039907
- MusicBrainz: 3db8e1b4-7441-409c-bcab-ec1d3dde14c7
- Nederlandse Thesaurus van Auteursnamen: 071435735
- Virtual International Authority File: 280724016
- WorldCat: E39PBJy49bP3FMdkXVwyr4fpfq